# Birmingham Legion FC
Birmingham Legion FC is een Amerikaanse voetbalclub uit Birmingham, Alabama. Birmingham Legion FC komt uit in de USL Championship, het tweede niveau in the Verenigde Staten. De club is opgericht in augustus 2013 en stond tot 2018 bekend als Birmingham Hammers. In maart 2019 begon Birmingham Legion FC als profclub.  

## Geschiedenis
Op 9 augustus 2017 besloot de United Soccer Leagues om de Division II (nu bekend als USL Championship) vanaf het 2019 seizoen uit te breiden met een team uit Birmingham. Op 17 januari 2018 werd de naam bekend als Birmingham Legion FC, een verwijzing naar het historische stadion Legion Field. Echter, het team speelde in eerste instantie op BBVA Field, van de UAB universiteit.
De eerste professionele speler die een contract tekende voor Birmingham Legion was Real Monarch speler Chandler Hoffman in juli 2018. In augustus 2018 maakte de club Tom Soehn bekend als eerste hoofdtrainer.
De eerste wedstrijd in het profvoetbal van Birmingham Legion FC was een 2-0 verlies tegen Bethlehem Steel FC op 10 maart 2019. 

### Seizoenen
| Seizoen | USL Championship | USL Championship | USL Championship | USL Championship | USL Championship | USL Championship | USL Championship | USL Championship | Playoffs     | USL Open Cup | Gemiddeld aantal toeschouwers |
|         | GS               | W                | V                | G                | DV               | DT               | P                | Stand            | Playoffs     | USL Open Cup | Gemiddeld aantal toeschouwers |
| ------- | ---------------- | ---------------- | ---------------- | ---------------- | ---------------- | ---------------- | ---------------- | ---------------- | ------------ | ------------ | ----------------------------- |
| 2019    | 34               | 12               | 15               | 7                | 35               | 51               | 43               | 10, Eastern      | Kwartfinale  | 3de ronde    | 4.541                         |
| 2020    | 16               | 7                | 5                | 4                | 29               | 19               | 28               | 2, Group G       | Kwartfinale  | Geannuleerd  | 1.250                         |
| 2021    | 32               | 18               | 8                | 6                | 51               | 31               | 61               | 2, Central       | Halve finale | Geannuleerd  | 4.389                         |
| 2022    | 34               | 17               | 10               | 7                | 56               | 37               | 58               | 4, Eastern       | Kwartfinale  | 3de ronde    | 5.405                         |
| 2023    | 34               | 14               | 16               | 4                | 44               | 53               | 46               | 7, Eastern       | Halve finale | Kwartfinale  | 5.091                         |

## Stadion
In eerste instantie speelde de club haar wedstrijden in het BBVA Field stadion van de UAB universiteit. Echter, in november 2021 besloot de universiteit de huurovereenkomst te beëindigen. Op 7 december 2021 werd bekend gemaakt dat de club haar wedstrijden zou spelen in het Protective Stadium. Het Protective Stadium heeft 47.000 zitplaatsen en wordt naast voetbal ook gebruikt voor Americanfootballwedstrijden. 